# Кладбищенский клуб
«Кладбищенский клуб» — мелодрама режиссёра Билла Дьюка. Фильм снят по пьесе Айвэна Менчелла.

## Сюжет
Эстер Московиц, Дорис Силвермэн, Люсиль Рубин — три женщины в возрасте, которые похоронили мужей и считают себя «членами кладбищенского клуба», поскольку очень часто навещают могилы своих супругов. Женщины по-разному относятся к своему вдовству: Дорис отказывается от личной жизни, Люсиль наоборот заигрывает и кокетничает с мужчинами при любой возможности, а Эстер просто надеется, что ещё не всё позади. Подруги знакомятся с бывшим полицейским Беном Кацем. Несмотря на то, что Бен похоронил жену, ему очень понравилась Эстер.

## В ролях
- Эллен Берстин — Эстер Московиц
- Дайан Ладд — Люсиль Рубин
- Олимпия Дукакис — Дорис Сильверман
- Дэнни Айелло — Бен Кац
- Лэйни Казан — Сельма
- Джеф Хауэлл — Пол
- Кристина Риччи — Джессика
- Берни Кэйси — Джон
- Алан Мэнсон

## Съёмочная группа
- Автор сценария: Айвэн Менчелл
- Режиссёр: Билл Дьюк
- Продюсер: Дэвид Браун, Хауард Херст, Софи Херст, Дэвид Мэнсон